# خانه مکی
خانه مکی مربوط به دوره قاجار است و در کاشان، خیابان فاضل نراقی، کوچه فرهنگ ۳۵، کوچه احسان واقع شده و این اثر در تاریخ ۱۱ مرداد ۱۳۸۴ با شمارهٔ ثبت ۱۲۳۲۶ به‌عنوان یکی از آثار ملی ایران به ثبت رسیده است.